# Gozelo II
Gozelo II van Neder-Lotharingen (1008 – 1046), een zoon van Gozelo I, is bekend geworden als een pion in een politiek spel tussen zijn broer Godfried II van Lotharingen (Godfried met de Baard) en keizer Hendrik III over het hertogdom Lotharingen
Hendrik III dwong Gozelo I om zijn oudste zoon Gozelo II, die echter onbekwaam was, aan te wijzen als zijn opvolger, hoewel de jongere zoon Godfried met de Baard op dat moment al medehertog was. Uit de bronnen wordt niet duidelijk of Gozelo II hertog werd van geheel Lotharingen of alleen van Neder-Lotharingen. Is het laatste het geval dan zou Godfried hertog van Opper-Lotharingen zijn geworden. Hoe dan ook kreeg Godfried minder dan waar hij op gerekend had. Nadat hij in gewapend verzet ging tegen de beslissing van de keizer, werd hij gevangengezet. Na het overlijden van Gozelo II in 1046 werd hij vrijgelaten en kreeg hij Opper-Lotharingen in leen. Neder-Lotharingen werd toegewezen aan Frederik van Luxemburg.

## Voorouders
| Voorouders van Gozelo    | Voorouders van Gozelo                                                | Voorouders van Gozelo                                                | Voorouders van Gozelo                                                | Voorouders van Gozelo                                                | Voorouders van Gozelo                      | Voorouders van Gozelo                      | Voorouders van Gozelo                      | Voorouders van Gozelo                      |
| ------------------------ | -------------------------------------------------------------------- | -------------------------------------------------------------------- | -------------------------------------------------------------------- | -------------------------------------------------------------------- | ------------------------------------------ | ------------------------------------------ | ------------------------------------------ | ------------------------------------------ |
| Overgrootouders          | Gozelo (911–943) ∞ Uda van Metz (910-963)                            | Gozelo (911–943) ∞ Uda van Metz (910-963)                            | Herman Billung (±900–973) ∞ Hildegarde van Westerburg (?–?)          | Herman Billung (±900–973) ∞ Hildegarde van Westerburg (?–?)          | ? (-) ∞ ? (–)                              | ? (-) ∞ ? (–)                              | ? (-) ∞ ? (-)                              | ? (-) ∞ ? (-)                              |
| Grootouders              | Godfried van Verdun (±930–1002) ∞ 963 Mathilde van Saksen (942-1008) | Godfried van Verdun (±930–1002) ∞ 963 Mathilde van Saksen (942-1008) | Godfried van Verdun (±930–1002) ∞ 963 Mathilde van Saksen (942-1008) | Godfried van Verdun (±930–1002) ∞ 963 Mathilde van Saksen (942-1008) | ? (-) ∞ ? (–)                              | ? (-) ∞ ? (–)                              | ? (-) ∞ ? (–)                              | ? (-) ∞ ? (–)                              |
| Ouders                   | Gozelo I van Verdun (963/970-1044) ∞ ? (-)                           | Gozelo I van Verdun (963/970-1044) ∞ ? (-)                           | Gozelo I van Verdun (963/970-1044) ∞ ? (-)                           | Gozelo I van Verdun (963/970-1044) ∞ ? (-)                           | Gozelo I van Verdun (963/970-1044) ∞ ? (-) | Gozelo I van Verdun (963/970-1044) ∞ ? (-) | Gozelo I van Verdun (963/970-1044) ∞ ? (-) | Gozelo I van Verdun (963/970-1044) ∞ ? (-) |
| Gozelo II (ca.1008-1046) |                                                                      |                                                                      |                                                                      |                                                                      |                                            |                                            |                                            |                                            |